# 2067
Rok 2067 (MMLXVII) gregoriánského kalendáře začne v sobotu 1. ledna a skončí v sobotu 31. prosince.

## Předpokládané a naplánované události
- 100. výročí premiéry filmu Kniha džunglí
- 100. výročí vzniku loterie New York Lottery